# Panzernest

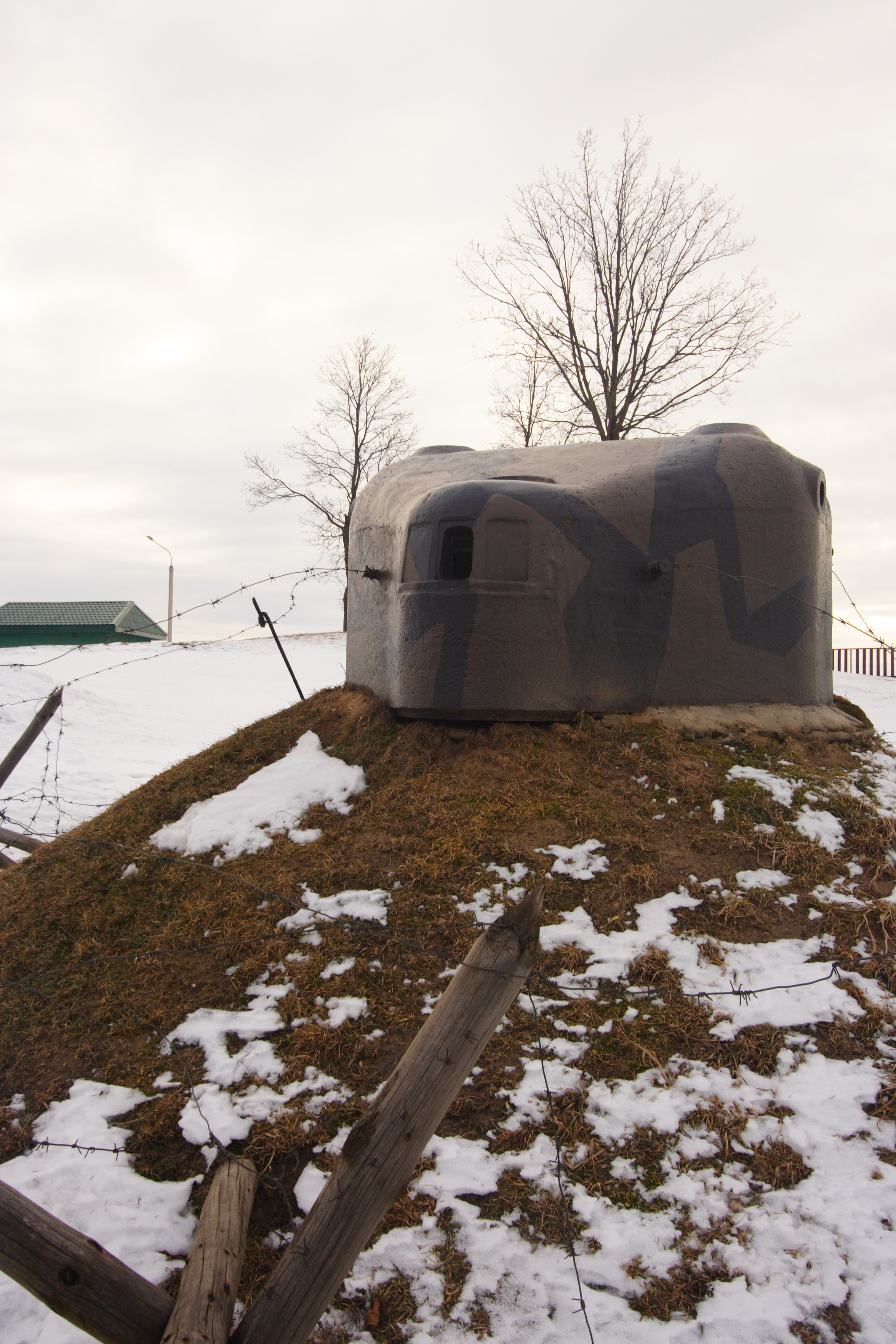
Esempio di struttura simile ad un Panzernest, lungo la linea Stalin

Il Panzernest (traducibile come "nido corazzato") era una piccola casamatta in acciaio prefabbricata. È stata utilizzata dalla Wehrmacht, ovvero l'esercito tedesco, soprattutto lungo la Linea Gotica, durante la seconda guerra mondiale.

## Storia

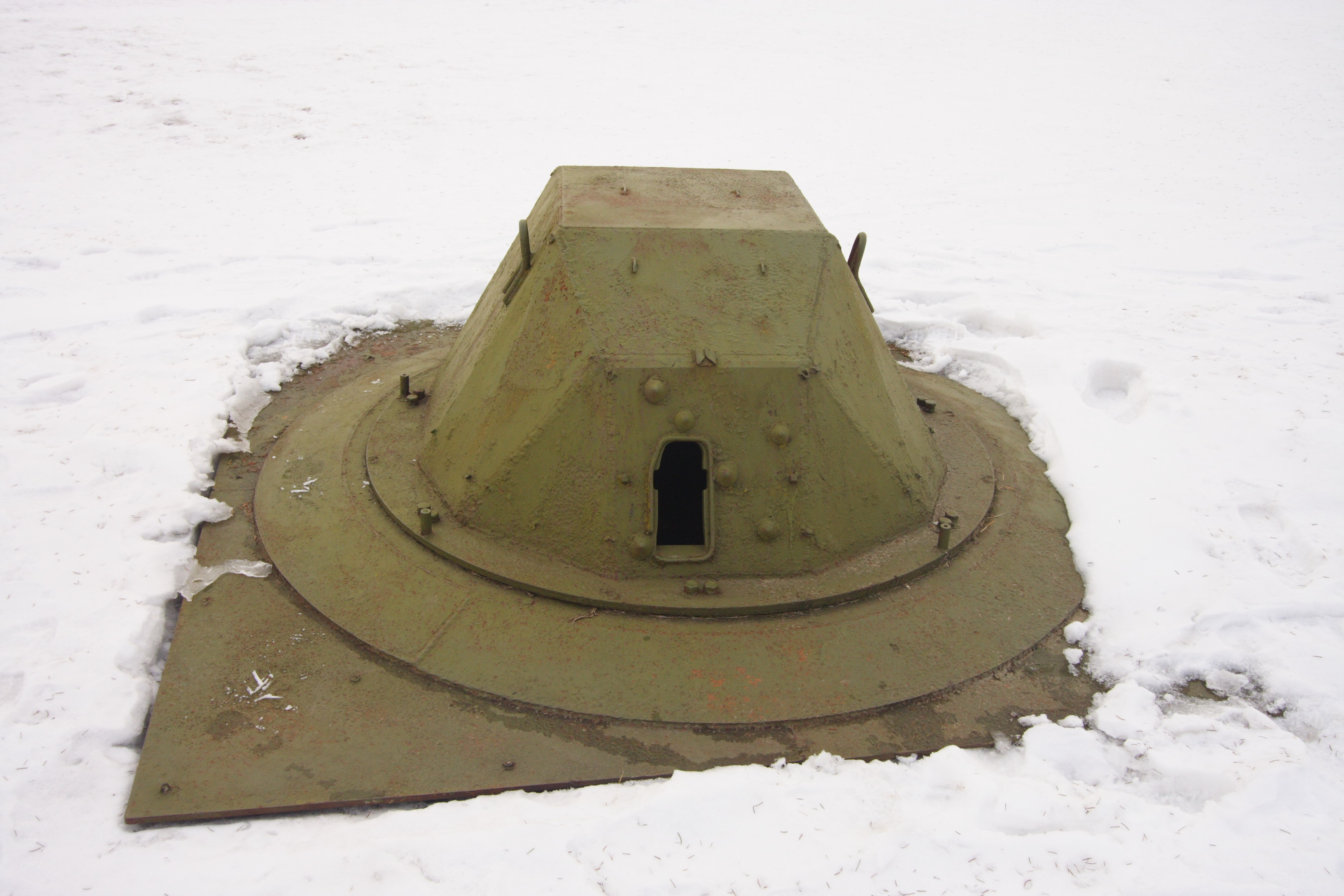
Altro modello simile al Panzernest

L'idea di tale struttura difensiva fu presentata ad Adolf Hitler nell'ottobre del 1941, presso il suo quartier generale nei pressi di Vinnycja in Ucraina. La Panzernest fu inizialmente ed estensivamente utilizzata dai tedeschi durante la Campagna d'Italia.
Durante la campagna d'Italia, la Wehrmacht realizzò molte strutture fortificate difensive, costruendo alcune linee fortificate, tra cui la "linea Gotica". L'esercito produsse differenti tipologie di strutture fortificate, tra cui la Panzernest.
Oltre che in Italia, simili strutture fortificate vennero trovate nei pressi di Cracovia (Polonia) e nella Repubblica Ceca.
Finita la guerra, i reparti della Fanteria d'Arresto e Alpini d'arresto dell'Esercito Italiano adottarono alcune di queste strutture all'interno del nuova linea fortificata (che andava ad utilizzare anche opere pre-esistenti del Vallo Alpino), costruita in corrispondenza dei fiumi del Friuli-Venezia Giulia come il Tagliamento, il Torre, il Natisone e Isonzo per difendere il confine orientale italiano, dato che ai tempi della Guerra Fredda ci si preparava ad un'invasione da parte dell'Unione Sovietica o comunque da parte di forze appartenenti al Patto di Varsavia.

## Descrizione
Questa piccola struttura fortificata poteva contenere al massimo due soldati. Assomigliava molto ad una torretta di carro armato, ma presentava una struttura più sottile e meno corazzata. Era una struttura difensiva rapidamente utilizzabile, in quanto bastava scavare una fossa abbastanza profonda, in cui si faceva rotolare la struttura inferiore della Panzernest, mediante una rotazione. In particolare la Panzernest veniva trasportata su dei carretti in legno, ed una volta giunti alla buca, questa veniva capovolta, in modo tale da ricoprire la buca precedentemente scavata. Per mimetizzare meglio la struttura, oltre a ricoprire il buco, la parte esteriore poteva essere ricoperta con terra, foglie e quant'altro, in modo da camuffarsi con l'ambiente circostante.
Al suo interno la struttura ospitava solitamente una mitragliatrice MG 42 (Maschinengewehr 42), con apposita feritoia richiudibile. I due soldati al suo interno godevano entrambi di un periscopio per osservare l'esterno. Per garantire una buona aerazione all'interno del Panzernest, esistevano due appositi pedali che indipendentemente potevano azionare una pompa per espellere l'aria. L'ingresso era posizionato in direzione opposta alla feritoia, e consisteva in un piccolo sportello metallico chiudibile dall'interno.

### Difetti
Per quanto semplice ed efficace fosse questa struttura difensiva, essa presentava alcuni difetti. Principalmente:
- un settore di tiro limitato alla grandezza della feritoia (circa 60 gradi), che la rendeva vulnerabile in caso venisse aggirata;
- un accesso stretto, dato da un piccolo portello metallico, che in caso di abbandono veloce della struttura risultava poco pratico.